# Spandauer Tor

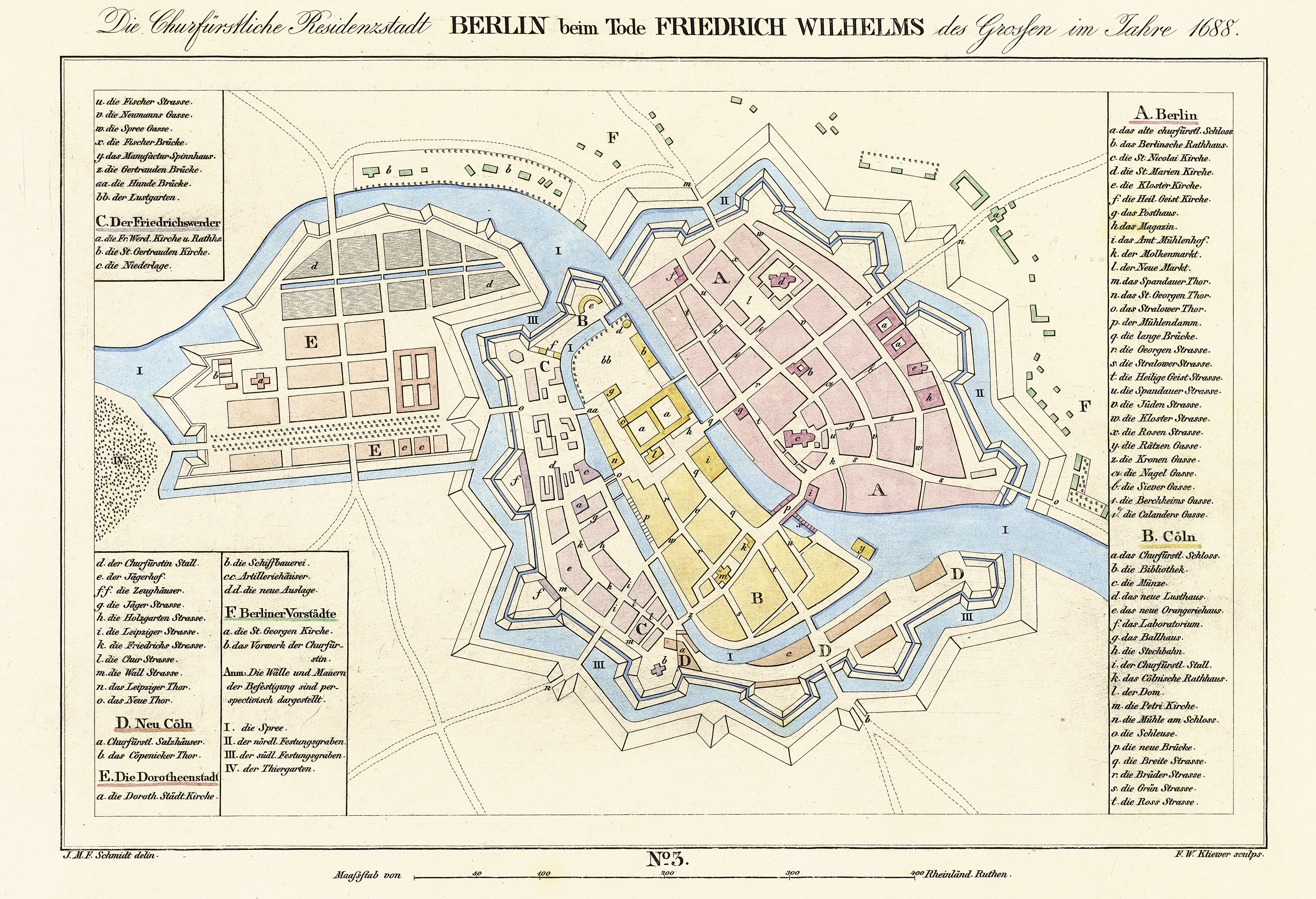
De Spandauer Tor, 1688

De Spandauer Tor was een onderdeel van de Berlijnse vesting.
De middeleeuwse poort bevond zich aan het noordelijke einde van de Spandauer Straße dicht bij het "Heilig-Geist-Spital".  Aan  de poort vertrokken verschillende wegen, zoals naar Neuruppin en Hamburg (Große en Kleine Hamburger Straße), naar de nabijgelegen dorpen Rosenthal (Rosenthaler Straße), Pankow en Schönhausen (Neue en  Alte Schönhauser Straße) en naar Spandau (huidige Oranienburger Straße), waaraan de toren zijn naam dankt.
Met de bouw van de barokke vesting onder Johann Gregor Memhardt werd de poort verlegd naar een plaats tussen twee bastions. Met de afbraak van de vesting kwam er voor deze barokke poort aan de splitsing Oranienburger Straße/Rosenthaler Straße rond 1750 een plein, Hackescher Markt.